# Kościół Niepokalanego Serca Maryi Panny w Leśniewie
Kościół Niepokalanego Serca Maryi Panny w Leśniewie – katolicka świątynia parafialna położona w Leśniewie.

## Historia
Świątynia została wzniesiona w 1892 na potrzeby parafii Ewangelickiego Kościoła Unii Staropruskiej. W okresie międzywojennym parafia ewangelicka należała do wejherowskiej superintendentury (diecezji) Ewangelickiego Kościoła Unijnego. Po II wojnie światowej wysiedlono miejscową ludność niemiecką, która była skupiona w parafii. W to miejsce napłynęła polska ludność katolicka. W związku z tym katolicki proboszcz z Pucka ks. Feliks Fischoeder i proboszcz z Mechowa ks. Walerian Labenz uzyskali zgodę władz państwowych na przejęcie kościoła na potrzeby kultu katolickiego. Poświęcenia dokonał ks. Fischoeder 16 grudnia 1951. 
Po 2005, dzięki staraniom proboszcza ks. Kazimierza Synaka, dokonano remontu kościoła i wymieniono dzwony kościelne.

## Architektura
Gmach wzniesiono w stylu neogotyckim Jest jednonawowy, murowany, z czerwonej cegły. Dach pokryto dachówką holenderką. 

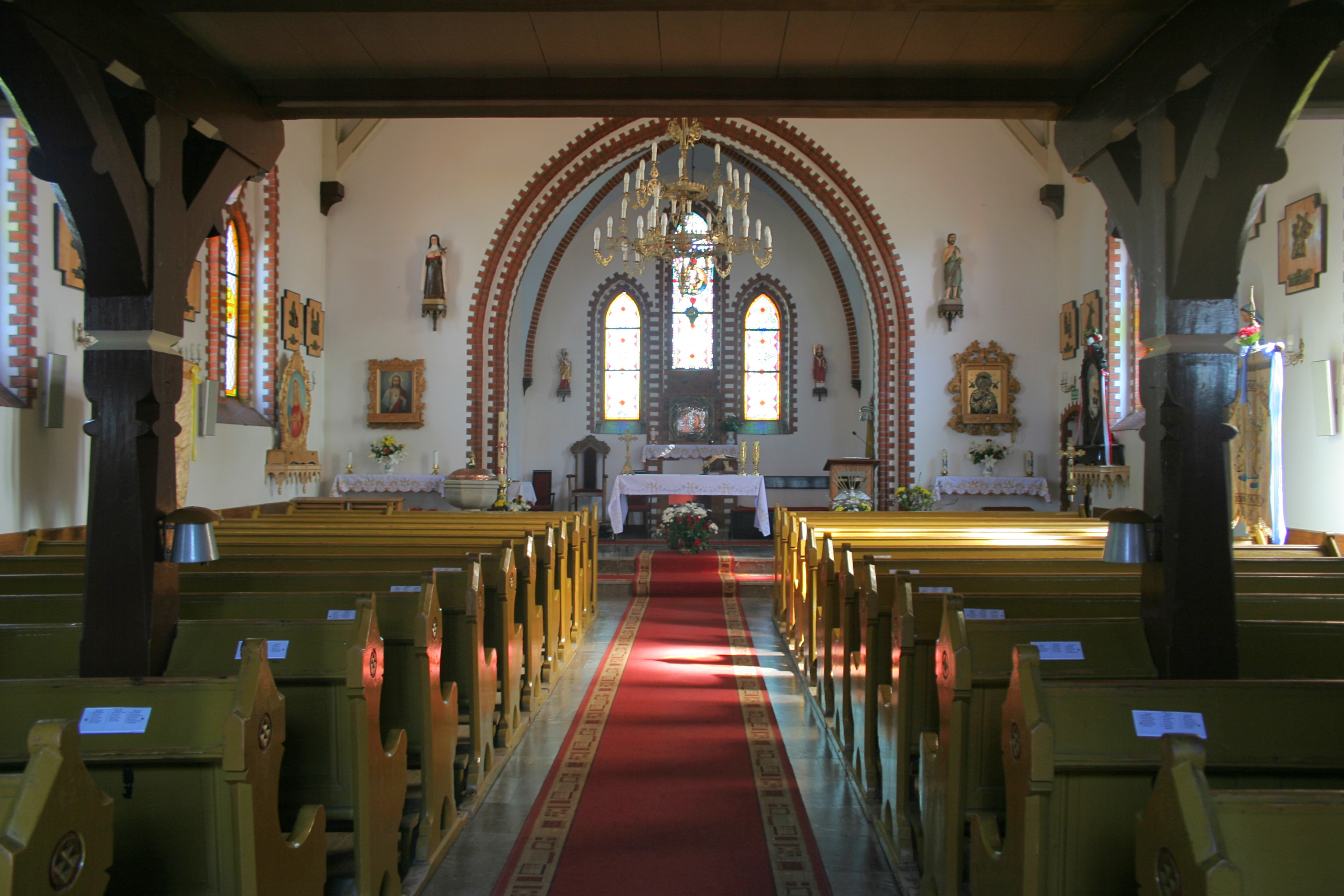
Wnętrze kościoła w Leśniewie